# Бем Адебајо
Едрис Феми Бем Адебајо (енгл. Edrice Femi Bam Adebayo; Њуарк, Њу Џерзи, 18. јул 1997) амерички је кошаркаш. Игра на позицији центра, а тренутно наступа за Мајами хит.

## Успеси

### Репрезентативни
- Олимпијске игре:  2020, 2024.

### Појединачни
- НБА ол-стар меч (3): 2020, 2023, 2024.
- Идеални одбрамбени тим НБА — прва постава (1): 2023/24.
- Идеални одбрамбени тим НБА — друга постава (4): 2019/20, 2020/21, 2021/22, 2022/23.